# Cassipourea swaziensis
Cassipourea swaziensis är en tvåhjärtbladig växtart som beskrevs av Robert Harold Compton. Cassipourea swaziensis ingår i släktet Cassipourea, och familjen Rhizophoraceae. Inga underarter finns listade i Catalogue of Life.